# Diospyros platycalyx
Diospyros platycalyx är en tvåhjärtbladig växtart som beskrevs av William Philip Hiern. Diospyros platycalyx ingår i släktet Diospyros och familjen Ebenaceae. Inga underarter finns listade i Catalogue of Life.